# Conciliarismo
O Conciliarismo ou Teoria conciliar é a doutrina que considera que o concílio ecumênico ou Universal como a autoridade suprema da Igreja, trazendo-o (condicionalmente ou por principio) sobre o papado.
Esta doutrina sustenta que um concílio ecumênico representa toda a Igreja, e obtém o seu poder diretamente de Cristo, para estas competências estão sujeitos, e tem que seguir todos os fiéis, membros da hierarquia, até mesmo o próprio Papa. Tratou-se de um movimento de reforma da Igreja Católica Romana no século XIV e XV, considerou que a autoridade final em questões espirituais residia com a Igreja Romana como corporação de cristãos, personificada por um concílio geral da igreja, e não com o papa.
O movimento surgiu com pensadores ligados à Universidade de Paris, como João Quidort no livro O Poder Régio e Papal,  que foi patrocinado pelo rei de França. As ideias conciliaristas influenciaram para o papado de Avinhão[carece de fontes?] — os papas de Roma foram removidos e submetidos a pressões dos reis da França — e o subsequente cisma que inspirou a convocação do Concílio de Pisa (1409), o Concílio de Constança (1414–1417) e do Concílio de Basileia (1431–1449). O eventual vencedor do conflito foi a instituição do Papado, confirmada pela condenação do conciliarismo no Quinto Concílio de Latrão, 1512–1517. O gesto final, porém, a doutrina da Infalibilidade Papal, não foi promulgada até o Primeiro Concílio do Vaticano de 1870. 